# Filmes de 1959 da Paramount Pictures
Em 1959, a Paramount Pictures lançou um total de 17 filmes.

## Destaques
As produções mais significativas foram:
- Career, drama ambientado no meio teatral, com Anthony Franciosa como o ator que se recusa a aceitar o fracasso e Shirley MacLaine como sua esposa alcoólatra
- The Five Pennies, agradável biografia musical em que Danny Kaye, em papel dramático, encarna Red Nichols, cornetista de jazz que fez sucesso na década de 1920
- Last Train from Gun Hill, faroeste classe A, com Kirk Douglas como o xerife que descobre que o assassino de sua esposa é filho de seu melhor amigo, vivido por Anthony Quinn
- Li'l Abner, comédia musical de exuberantes cenários e figurinos, baseada em sucesso da Broadway, com os personagens dos famosos quadrinhos de Al Capp
- La Tempesta, drama social baseado no romance A Filha do Capitão, de Alexandre Pushkin, com Van Heflin encarnando o líder da revolta contra a escravidão russa no século XVIII
- That Kind of Woman, drama dirigido por Sidney Lumet, com Sophia Loren e Tab Hunter formando "um dos mais improváveis casais de amantes nos anais do cinema"[1]

## Prêmios Oscar
Trigésima segunda cerimônia, com os filmes exibidos em Los Angeles em 1959:
| Filme            | Indicações                                                                                    | Premiações |
| ---------------- | --------------------------------------------------------------------------------------------- | ---------- |
| Career           | Fotografia (preto e branco) Direção de Arte/Decoração de Interiores (preto e branco) Figurino | ---        |
| The Five Pennies | Fotografia (em cores) Figurino (em cores) Canção Trilha Sonora (filme musical)                | ---        |
| Li'l Abner       | Trilha Sonora (filme musical)                                                                 | ---        |

### Prêmios Especiais ou Técnicos
- Bob Hope: Prêmio Humanitário Jean Hersholt[2]

## Os filmes de 1959
| Título original               | Título PT/BR                  | Título PT/PT                 | Astros                         | Diretor            |
| ----------------------------- | ----------------------------- | ---------------------------- | ------------------------------ | ------------------ |
| The Black Orchid              | A Orquídea Negra              | Orquídea Negra               | Sophia Loren, Anthony Quinn    | Martin Ritt        |
| But Not For Me                | Beijos Que Não Se Esquecem    |                              | Clark Gable, Carroll Baker     | Walter Lang        |
| Career                        | Calvário da Glória            |                              | Dean Martin, Anthony Franciosa | Joseph Anthony     |
| Don't Give Up the Ship        | A Canoa Furou                 | Capitão Sem Barco            | Jerry Lewis, Dina Merrill      | Norman Taurog      |
| The Five Pennies              | A Lágrima Que Faltou          | Os Cinco Reis                | Danny Kaye, Barbara Bel Geddes | Melville Shavelson |
| The Hangman                   | O Mensageiro da Morte         | O Carrasco                   | Robert Taylor, Fess Parker     | Michael Curtiz     |
| The Jayhawkers                | Na Encruzilhada dos Facínoras |                              | Jeff Chandler, Fess Parker     | Melvin Frank       |
| Last Train from Gun Hill      | Duelo de Titãs                | O Último Comboio de Gun Hill | Kirk Douglas, Anthony Quinn    | John Sturges       |
| Li'l Abner                    | Aventuras de Ferdinando       |                              | Peter Palmer, Leslie Parrish   | Melvin Frank       |
| The Man Who Could Cheat Death | O Homem Que Enganou a Morte   |                              | Anton Diffring, Hazel Court    | Terence Fischer    |
| Tarzan's Greatest Adventure   | A Maior Aventura de Tarzan    |                              | Gordon Scott, Anthony Quayle   | John Guillermin    |
| La Tempesta                   | Tempestade                    |                              | Van Heflin, Silvana Mangano    | Alberto Lattuada   |
| That Kind of Woman            | Mulher Daquela Espécie        | Uma Certa Mulher             | Sophia Loren, Tab Hunter       | Sidney Lumet       |
| Thunder in the Sun            | Sol e Sangue                  |                              | Susan Hayward, Jeff Chandler   | Russell Rouse      |
| Tokio After Dark              | Conflito em Tóquio            |                              | Richard Long, Michi Kobi       | Norman T. Herman   |
| The Trap                      | Armadilha Sangrenta           |                              | Richard Widmark, Lee J. Cobb   | Norman Panama      |
| The Young Captives            | Mocidade Perversa             |                              | Steven Marlo, Luana Patten     | Irvin Kershner     |